# Rima Khcheich
Rima Khcheich (Al-Khiyam, Libanon, 1974) is een Libanees zangeres. Ze is gespecialiseerd in klassieke Arabische zang en in het genre muwashahat. Sinds 2001 werkte ze diverse malen samen met Nederlandse (jazz)muzikanten, waaronder Yuri Honing en Tony Overwater.

## Biografie
Rima Khcheich begon al op haar 9e klassieke Arabische liederen te zingen. Haar vader, een qanunspeler, moedigde haar hiertoe aan en gaf haar op voor een kinderkoor. In 1985 won ze een bronzen medaille op het Bizert Festival in Tunesië. Khcheich studeerde klassieke Arabische zang aan het Nationaal Conservatorium van Libanon. Ze doceert aan universiteiten in Beirut en Massachusetts.
Het Nederlandse Yuri Honing Trio (Yuri Honing, Tony Overwater en Joost Lijbaart) raakte tijdens een tournee door het Midden-Oosten geboeid door Arabische muziek. Tijdens een concert van het trio raakte Rima Khcheich op haar beurt geboeid door westerse jazzmuziek. Khcheich en het Yuri Honing Trio namen vervolgens een album op onder de naam Orient Express. Ze gaven optredens op onder andere Crossing Border en het North Sea Jazz Festival. De Volkskrant prees Khcheich onder andere vanwege de emotie in haar zang: "Droevig, uitgelaten of zwoel, zonder een woord te verstaan weet je waar het om gaat".
Khcheich nam daarna diverse eigen albums op, waarop ze weer samenwerkte met Nederlandse jazzmuzikanten zoals Yuri Honing, Tony Overwater, Maarten van der Grinten en Maarten Ornstein. Het album Falak was net als Orient Express een fusie van Arabische elementen (kwarttonen en maqams) en westerse elementen (harmonische structuren). De Volkskrant waardeerde het album Falak met vijf sterren, en schreef na een optreden in 2009: "nu is een gezamenlijke eigen stijl gegroeid, die niet langer te vangen is in categorieën als ‘Arabisch’ of ‘jazz’.". Over het album Falak schreef de Volkskrant: "Vooral het contrast tussen Khcheichs fluwelige timbre en de licht schurende toon van Honings tenorsax bezorgt menig kippenvelmoment". Rima Khcheich en haar band gaven optredens op onder andere het North Sea Jazz Festival, in het Bimhuis, Bozar en in Caïro en Alexandrië. De Egyptische nieuwswebsite Ahram Online schreef over haar optreden in Alexandrië dat Khcheich het publiek "verrukte, in een trance bracht en vol ontzag achterliet".
In 2014 ontving Khcheich de Artistic Creativity Award van de Arab Thought Foundation voor haar album Hawa.
In 2017 stond Khcheich met haar band op het Morgenland Festival Osnabrueck.
In 2019 nam Khcheich een album op met Maarten Ornstein (basklarinet) en Mike Fentross (theorbe, vihuela). Op dit album, met de titel Ombre de mon Amant, combineerden ze Arabische klassieke muziek met westerse jazz en barok. Het repertoire bevatte Arabische liederen van Fairuz en Umm Khultum en westerse klassieke composities van Michel Lambert, Marin Marais en Constantijn Huygens.  Khcheich, Ornstein en Fentross gaven optredens op onder andere de Flamenco Biënnale en het Grachtenfestival. Het album kreeg positieve recensies in Luister en NRC, NRC noemde het "een wonderlijk mengsel van muziek uit de westerse Renaissance en het oosterse heden" en "muziek om in te verzinken".
In 2021 werkte Khcheich mee aan het programma Al Bahr - Mare Nostrum van Cappella Amsterdam. Ze gaven samen optredens in onder andere het Muziekgebouw aan 't IJ en op November Music.

## Discografie
- Orient Express (Yuri Honing Trio met Rima Khcheich) (2002)
- Yalalalh (2006)
- Falak (2008)
- Min Sihr Ouyounak (2012)
- Hawa, Muwashahat (2013)
- Washwishni (2016)
- Ombre de mon Amant (2019)